# Moraea thomasiae
Moraea thomasiae är en irisväxtart som beskrevs av Peter Goldblatt. Moraea thomasiae ingår i släktet Moraea och familjen irisväxter. Inga underarter finns listade i Catalogue of Life.